# جان-بول دوبوا
جان-بول دوبوا (بالفرنسية: Jean-Paul Dubois)‏ كاتب فرنسي ولد بتولوز في 20 فبراير 1950. حصل على جائزة فيمينا الأدبية عام 2004.

## روابط خارجية
- جان-بول دوبوا على موقع IMDb (الإنجليزية)
- جان-بول دوبوا على موقع ميوزك برينز (الإنجليزية)
- جان-بول دوبوا على موقع قاعدة بيانات الفيلم (الإنجليزية)